# نودهان
نودهان، روستایی است از توابع بخش مرکزی و در شهرستان خوشاب استان خراسان رضوی ایران.